# 名和敏光
名和 敏光（なわ としみつ、1962年 - ）は、中国思想史研究者、山梨県立大学国際政策学部准教授、山東大学教授（兼職）。京都大学人文科学研究所拠点研究研究班班長。

## 概要
神奈川県生まれ。二松學舍大学大学院文学研究科中国学専攻博士後期課程単位取得満期退学。
元東京大学大学院人文社会系研究科・文学部講師（非常勤）、元山梨大学講師（非常勤）、元國學院大學講師（非常勤）、元日本大学商学部講師（非常勤）、元跡見学園女子大学文学部講師（非常勤）、元大東文化大学文学部講師（非常勤）、元山梨英和大学講師（非常勤）等。
中国出土資料学会理事（元会長）、日本道教学会理事、日本漢字学会評議員。
現在、馬王堆漢墓帛書『陰陽五行』甲乙篇の綴合等、出土資料、日書の研究を行っている。
中井履軒『史記雕題』の翻刻を行う。
中国古典籍に関する現地における状況についても詳しい。2010年には宋時代の書籍が東京古典会に出品された際にNHKから取材を受ける。
小川陽一（東北大学名誉教授）は伯父である。

## 出版物
- 『菊を採る東籬の下　石川忠久先生星寿記念論文集』[5] 共著　ISBN 9784762966958
- 『漢帝国の遺産　道教の勃興』[6]（東方学術翻訳叢書）共著　ISBN 9784497220165
- 『前近代東アジアにおける〈術数文化〉』[7](アジア遊学 244) 共著　ISBN 978-4585227106
- 『東アジア思想・文化の基層構造：術数と『天地瑞祥志』』[8]編著　ISBN 9784762966309
- 『年号と東アジア―改元の思想と文化―』[9]共著　ISBN 978-4-8406-2227-1
- 『日本漢学珍稀文献集成：年号之部』[10]共著　ISBN 9787552019223
- 『中國出土資料の多角的研究』[11]共著　ISBN 9784762966132
- 『中国古代史研究 第八 創立七十周年記念論文集』[12]共著　ISBN 9784876364299
- 『古代東アジア世界の祈り』[13]共著　ISBN 978-4864050685
- 『地下からの贈り物―新出土資料が語るいにしえの中国』[14]共著　ISBN 978-4497214119
- 『術数学の射程―東アジアの知の伝統―』[15]共著　京都大学人文科学研究所　臨川書店　ISBN 978-4-653-04507-6
- 『中国新出資料学の展開』共著[16]　ISBN 9784762965104
- 『出土資料と漢字文化圏』[17]共著　ISBN 9784762928932
- 『全訳　漢辞海』項目執筆　ISBN 978-4385140469
- 『日本古典籍書誌学辞典』[18]項目執筆　ISBN 978-4000800921
- 『条幅手本墨場必携大全』共著　日本書道協会
- 『条幅技法の研究』共著　日本書道協会
- 『日本中国『管子』関係論文文献総目索引』共著　ISBN 978-4657890245
- 『すぐに使える中国語会話』共著　ISBN 4411030268
- 『中国語ブリッジをわたろう―基礎文法と会話』共著　ISBN 978-4-411-03026-9
- 『感知中国語』共著　ISBN 978-4-411-03029-0

## 獲得外部資金
- 平成20年度～平成22年度　科学研究費基盤研究(B)　総額：22,360千円　代表者：谷中 信一（日本女子大学教授）

　　　　　　　　　　　　　　新出土資料を通してみた古代東アジア世界の諸相―漢字文化圏の中の地域性―
- 平成25年度～平成27年度　科学研究費基盤研究(C)　総額：4,810千円　代表者：名和敏光

　　　　　　　　　　　　　　中国方術理論の遡及的考察
- 平成26年度～平成29年度　科学研究費基盤研究(B)　総額：13,500千円　代表者：谷中 信一（日本女子大学教授）

　　　　　　　　　　　　　　MultiDisciplinaryApproachによる戦国秦漢期新出土資料研究
- 平成27年度～平成29年度　国立歴史民俗博物館公募型共同研究　代表者：水上雅晴（中央大学教教授）

　　　　　　　　　　　　　　廣橋家旧蔵文書を中心とする年号勘文資料の整理と研究
- 平成27年度～平成30年度　科学研究費基盤研究(B)　総額：10,500千円　代表者：水上雅晴（中央大学教教授）

　　　　　　　　　　　　　　年号勘文資料の研究基盤の構築
- 平成28年度～平成30年度　科学研究費基盤研究(C)　総額：4,550千円　代表者：名和敏光

　　　　　　　　　　　　　　中国古代の陰陽五行―占と科学の成立―
- 平成28年度～平成30年度　公益財団法人 高橋産業経済研究財団助成　総額3,500千円　代表者：名和敏光

　　　　　　　　　　　　　　『天地瑞祥志』を中心とした前近代東アジア思想・文化の総合的研究
- 平成28年度～平成30年度　科学研究費基盤研究(B)　総額：15,600千円　代表者：水口幹記（藤女子大学准教授）

　　　　　　　　　　　　　　前近代東アジアにおける術数文化の形成と伝播・展開に関する学際的研究
- 令和1年度～令和3年度　　科学研究費基盤研究(C)　総額：4,420千円　代表者：名和敏光

　　　　　　　　　　　　　　最新出土資料による陰陽五行思想の総合的研究
- 令和2年度～令和4年度　　科学研究費基盤研究(B)　総額：17,680千円　代表者：水口幹記（藤女子大学准教授）

　　　　　　　　　　　　　　５～12世紀の東アジアにおける〈術数文化〉の深化と変容